# Héctor Rebaque
Héctor Alonso Rebaque (* 5. Februar 1956 in Mexiko-Stadt) ist ein ehemaliger mexikanischer Automobilrennfahrer.

## Die Anfänge der Karriere
1974 kam der aus einem reichen Elternhaus stammende Mexikaner nach Europa, um seine Motorsportkarriere voranzutreiben. Nach einem anfänglichen Engagement in der Formel Atlantic wechselte Rebaque 1976 in die Formel 2. Dem vierten Platz beim zweiten Saisonrennen folgten jedoch keine weiteren Erfolge mehr, sodass Rebaque 1977 in die Formel Atlantic zurückkehrte.

## Rebaque in der Formel 1
Ab dem Grand Prix von Belgien 1977 kaufte sich Rebaque als Pilot in das finanziell angeschlagene Hesketh-Formel-1-Team ein. Am Steuer eines Hesketh-308E-Ford-Cosworth gelang es ihm jedoch lediglich ein Mal, beim Großen Preis von Deutschland, sich für ein Rennen zu qualifizieren. In diesem Rennen fiel er in der zwanzigsten Runde mit einem Batteriedefekt aus.
Für das Jahr 1978 kaufte Rebaque bei Colin Chapman einen Lotus 78-Ford-Cosworth, den er in Eigenregie einsetzte. Da dem Team aber das technische Fachwissen und die Erfahrung für den erfolgreichen Einsatz eines Formel 1 Wagens fehlten, blieben die Erfolge bescheiden. Nur beim Grand Prix von Deutschland konnte Rebaque mit einem sechsten Platz einen WM-Punkt erzielen.
1979 kaufte Rebaque einen Lotus-79-Ford-Cosworth, den direkten Nachfolger seines Vorjahresautos, mit dem Mario Andretti 1978 Weltmeister geworden war. Parallel dazu gab Rebaque ein eigenes Auto, den Rebaque-HR-100, bei der britischen Niederlassung von Penske in Auftrag. Als Motor sollte ein Ford-Cosworth-V8 dienen. Dieses unter der Regie von John Barnard entwickelte Auto kam jedoch nur noch bei den letzten drei Rennen der Saison 1979 zum Einsatz und konnte so nicht die Rennreife erlangen. Rebaque blieb mit beiden Autos erfolglos und erzielte als beste Platzierung nur den siebten Platz in Holland. Am Ende des Jahres zog er sein erfolgloses Formel-1-Team zurück.
In der Saison 1980 anfangs ohne Engagement, ersetzte Rebaque ab dem Großen Preis von Großbritannien den bei Brabham wegen schwacher Leistungen in Ungnade gefallenen Argentinier Ricardo Zunino. Brabhams Teamchef Bernie Ecclestone konnte somit den Wunsch seines Sponsors nach zwei lateinamerikanischen Piloten erfüllen und gleichzeitig – durch eine persönliche Mitgift Rebaques – die finanzielle Basis von Brabham stärken. Rebaque erzielte bloß einen Punkt (in Kanada), denn in seinen Bemühungen wurde er unter anderem durch das damals neue Weissmann-Getriebe behindert, das sehr anfällig für Defekte war.
Auch die Saison 1981 bestritt Rebaque, an der Seite von Nelson Piquet, für Brabham. Es zeigte sich allerdings, dass Piquet der deutlich schnellere Pilot war; Rebaque erzielte lediglich elf Punkte. Höhepunkt für Rebaque war der Große Preis von Argentinien, bei dem er im überlegenen Brabham-BT49C-Ford-Cosworth mit der neuen, von Gordon Murray entwickelten „Trickfederung“ rundenlang auf dem zweiten Platz fuhr, bevor er mit einem Motorschaden ausfiel. Am Ende der Saison wurde Rebaques Vertrag bei Brabham nicht verlängert und sein Cockpit an den Italiener Riccardo Patrese vergeben.

## Rebaque in der CART-Serie
Nach der Beendigung seiner Formel-1-Karriere wechselte Hector Rebaque in der Saison 1982 in die Champ-Car-Serie. Für das Forsythe-Team fuhr er einen March-82-Cosworth. Neben durchschnittlichen Trainings- und Rennplatzierungen gelang es Rebaque völlig überraschend, das Rennen in Elkhart Lake zu gewinnen. Er profitierte dabei von einem Ausfall Al Unsers, dem wenige Kurven vor dem Ziel der Treibstoff ausging.
Am Ende der Saison erklärte Rebaque unter dem Eindruck eines schweren Unfalls im Training zum 500-Meilen-Rennen von Michigan seinen Rücktritt vom Motorsport und arbeitete fortan im Unternehmen seines Vaters mit.

## Dies und das
Der Monaco-Grand-Prix 1979 wurde von Héctor Rebaque und seinem Team boykottiert. Wegen der beengten Verhältnisse in Monaco hatte die FISA vor Beginn der Saison 1979 beschlossen, dass es eine Vorqualifikation geben würde. Teilnehmen sollten alle Teams, die in der Saison 1978 ohne Punkte geblieben waren.
Einen Monat vor dem Rennen wurde die Regelung dahingehend geändert, dass alle Teams, die 1979 bis zu diesem Zeitpunkt ohne Punkte geblieben waren, sich vorqualifizieren mussten und zusätzlich die Mitglieder der FOCA, der Rebaque nicht angehörte, automatisch gesetzt waren.
Rebaque protestierte gegen diese Regelung und überreichte dem Vorsitzenden der FISA Jean-Marie Balestre einen Protestbrief. Als dieser unbeantwortet blieb, entschloss sich Rebaque zum Boykott, um so auf den Missstand aufmerksam zu machen.

## Statistik

### Statistik in der Automobil-/Formel-1-Weltmeisterschaft
Diese Statistik umfasst alle Teilnahmen des Fahrers an der Formel-1-Weltmeisterschaft, die bis 1980 als Automobil-Weltmeisterschaft bezeichnet wurde.

#### Gesamtübersicht
| Saison              | Team                | Auto                         | Rennen | Nichtqualifikationen | Starts | Punkte | Position |
| ------------------- | ------------------- | ---------------------------- | ------ | -------------------- | ------ | ------ | -------- |
| 1977                | Hesketh Racing      | Hesketh 308E Ford Cosworth   | 6      | 5                    | 1      | -      | -        |
| 1978                | Team Rebaque        | Lotus 78 Ford Cosworth       | 16     | 7                    | 9      | 1      | 21.      |
| 1979                | Team Rebaque        | Lotus 79 Ford Cosworth       | 11     | 2                    | 9      | -      | -        |
| 1979                | Team Rebaque        | Rebaque HR100 Ford Cosworth  | 3      | 2                    | 1      | -      | -        |
| Gesamtergebnis 1979 | Gesamtergebnis 1979 | Gesamtergebnis 1979          | 14     | 4                    | 10     | -      | -        |
| 1980                | Brabham             | Brabham BT 49 Ford Cosworth  | 7      | -                    | 7      | 1      | 21.      |
| 1981                | Brabham             | Brabham BT 49C Ford Cosworth | 15     | 1                    | 14     | 11     | 10.      |
| Gesamt              |                     |                              | 57     | 16                   | 41     | 13     | -        |

### Statistik in der CART-Serie
| Saison | Team            | Auto                   | Rennen | Starts | Siege | Punkte | Position |
| ------ | --------------- | ---------------------- | ------ | ------ | ----- | ------ | -------- |
| 1982   | Forsythe Racing | March 82 Ford Cosworth | 7      | 6      | 1     | 48     | 15.      |
| Gesamt |                 |                        | 7      | 6      | 1     | 48     | -        |

### Le-Mans-Ergebnisse
| Jahr | Team                      | Fahrzeug                | Teamkollege     | Platzierung | Ausfallgrund    |
| ---- | ------------------------- | ----------------------- | --------------- | ----------- | --------------- |
| 1974 | Rebaque-Rojas Racing Team | Porsche 911 Carrera RSR | Guillermo Rojas | Ausfall     | Zündungsschaden |